# David Pritchard
David Brine Pritchard (19 d'octubre de 1919 — 12 de desembre de 2005) fou un escriptor britànic de llibres d'escacs i d'altres jocs, com el go.
Els seus llibres, dels quals se'n van vendre molts exemplars, són molt coneguts en l'àmbit dels escacs. És especialment conegut com a autor de l'"Enciclopèdia de variacions dels escacs" (The Encyclopedia of Chess Variants), on es descriuen més de 1.400 variacions d'aquest joc de tauler.
Fou director de jocs de la Mind Sports Organisation, (una entitat britànica dirigida a la promoció dels jocs mentals, com els escacs, el go, o l'scrabble), i president de la British Chess Variants Society. Segons aquesta darrera organització, molt del material inèdit relacionat amb la recerca de Pritchard sobre els escacs i les seves variacions, es troba físicament entre el llegat de la biblioteca de Ken Whyld al Museu Suís del Joc.

## Llibres
- Go: A guide to the game (1973), ISBN 0-8117-0740-7
- Brain Games: The World's Best Games for Two (1982), ISBN 0-14-005682-3
- Puzzles for Geniuses (1984), ISBN 0-13-744632-2
- First Moves: How to Start a Chess Game (1986), ISBN 0-06-463718-2
- Puzzles and Teasers for the Easy Chair (1988), ISBN 0-7160-0796-7
- Beginning Chess (1992), ISBN 0-451-17438-0
- The Encyclopedia of Chess Variants (1994), ISBN 0-9524142-0-1
- Card Games (1995), ISBN 0-7136-3816-8
- Patience Games with David Parlett (1996), ISBN 0-7136-4208-4
- The Right Way to Play Chess (2000), ISBN 1-58574-046-2
- Popular Chess Variants (2000), ISBN 0-7134-8578-7
- Honeycomb Chess with Douglas Graham Reid (2002), ISBN 095241421X
- The New Mahjong: The International Game (2004), ISBN 0-7160-2164-1
- A Family Book of Games (2007), ISBN 1-902407-52-0
- The Classified Encyclopedia of Chess Variants (2007), ISBN 0-95551-680-3
- Teach Yourself Mahjong (2007), ISBN 0-07-147882-5